# Кроячево
Кроячево (болг. Кроячево) — село в Болгарии. Находится в Кырджалийской области, входит в общину Ардино. Население составляет 122 человека.

## Политическая ситуация
В местном кметстве Кроячево, в состав которого входит Кроячево, должность кмета (старосты) исполняет Барыш Джемилов Ахмедов (Движение за права и свободы (ДПС)) по результатам выборов.
Кмет (мэр) общины Ардино — Ресми Мехмед Мурад (Движение за права и свободы (ДПС)) по результатам выборов в правление общины.